# إمارة آل مهنا (القصيم)

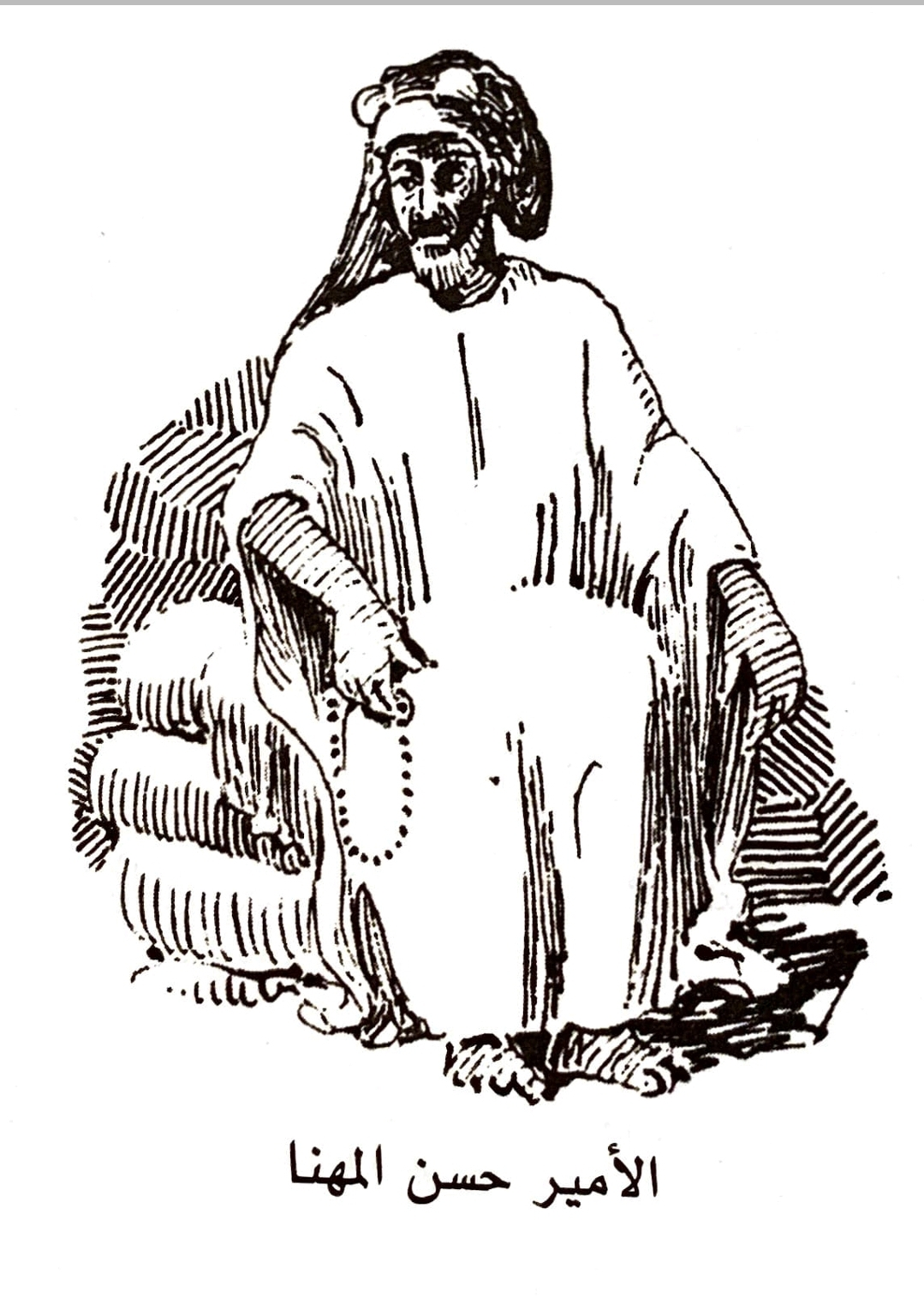
حسن بن مهنا بن صالح أبا الخيل

مقر امارة بريدة (قصر مهنا)

إمارة آل مهنا هي إمارة حكمت في منطقة القصيم ما عدا عنيزة والمذنب من سنة 1280 للهجرة (سنة 1863 للميلاد) عندما عُين مهنا بن صالح أبا الخيل أميراً على مدينة بريدة من قبل الإمام فيصل بن تركي بن عبد الله آل سعود إمام الدولة السعودية الثانية، وانتهت بهزيمة محمد بن عبد الله بن مهنا أبا الخيل على يد الملك عبد العزيز آل سعود في سنة 1326 للهجرة (سنة 1908 للميلاد).

## قائمة الأمراء
حكم من هذه الأسرة خمسة أفراد هم:
1. مهنا بن صالح أبا الخيل وحكم من سنة 1280 للهجرة حتى سنة 1292 للهجرة. يعود أصله لأسرة أبا الخيل من آل نجيد من المصاليخ من المنابهة من بني وهب من قبيلة عنزة،[1] وهم من أثرياء بريدة، وقد عينه الإمام فيصل أميراً عليها بعد أن عزل سليمان بن رشيد بن سليمان الحجيلاني آخر أمراء إمارة آل أبو عليان،[2] فحكم كامل القصيم ما عدا عنيزة وأخرج آل أبو عليان من بريدة إلى عنيزة، وحصل خلال حكمه على الوسام المجيدي من الدرجة الرابعة من الدولة العثمانية في سنة 1289 للهجرة، واستمر يحكم حتى مقتله على يد أفراد عشيرة آل أبو عليان.[3]
2. حسن بن مهنا بن صالح أبا الخيل وحكم من سنة 1292 للهجرة حتى سنة 1308 للهجرة. تولى الحكم بعد والده ورفع إلى الإمام عبد الله بن فيصل بن تركي آل سعود يشتكي إليه ما فعله آل أبو عليان، لكن الإمام مال إلى جانب آل أبو عليان فخرج عليه الأمير حسن بن مهنا وتحالف مع محمد بن عبد الله بن علي الرشيد فهاجم الإمام عبد الله القصيم ولم تحدث مناوشات إثر قيام عبد الله بن عبد الرحمن البسام بالصلح بين الطرفين، وفي سنة 1394 للهجرة (1877 للميلاد) هاجم الأمير حسن بلدة شقراء لكنه انهزم، ثم هاجم بمعاونة الأمير محمد الرشيد قبيلة عتيبة وانتصر عليهم وأثناء عودته هاجم بلدة أشيقر فنهبها،[4] وقتل في نفس العام ثلاثة أفراد من آل أبو عليان بعد أن توجهوا إلى محمد الرشيد وطلبوا منه معاونتهم في استعادة حكمهم ثم في سنة 1299 للهجرة (1881 للميلاد) انضم جيش الأمير حسن مع جيش الأمير محمد الرشيد في الهجوم على الزلفي والاستيلاء عليها، ثم اشتركا مجدداً في معركة عروى في سنة 1300 للهجرة (1882 للميلاد) ضد محمد بن سعود بن فيصل بن تركي آل سعود.[5] في العام التالي وقعت معركة أم العصافير ضد الإمام عبد الله، وفي سنة 1305 للهجرة قام أبناء الإمام سعود بن فيصل بن تركي آل سعود بالانقلاب على عمهم الإمام عبد الله وعزله ووضعه في السجن فتوجه الأمير محمد الرشيد والأمير حسن بن مهنا وحاصروا الرياض وأخرجوا الإمام عبد الله من السجن ونقلوه إلى حائل وأخرجوا أبناء الإمام سعود إلى الخرج وعُين سالم بن علي السبهان أميراً من قبل محمد الرشيد.[6] بعد هذا التاريخ بدأت معاملة الأمير محمد الرشيد تتغير مع الأمير حسن، فقام الأخير في سنة 1307 للهجرة (1889 للميلاد) بالتحالف مع زامل السليم أمير عنيزة ونخّوة أمير المذنب صالح الخريدلي ثم مع عبد الرحمن بن فيصل بن تركي آل سعود أمير الرياض إلا أن أهل القصيم نكثوا بالحلف عندما توجه محمد الرشيد في السنة التالية لمحاصرة الرياض،[7] انتهى حصار الرياض بالصلح وتفرغ الأمير محمد الرشيد فأخذ يتدخل في الشؤون الداخلية للقصيم ورفض بعض الاتفاقيات بينه وبين الأمير حسن بن مهنا والأمير زامل السليم فخرج الثلاثة والتقيا بجيشهما ضد الأمير محمد الرشيد في معركة القرعاء سنة 1308 للهجرة فانتصر أهل القصيم لكون أرض المعركة غير صالحة لخيالة الأمير محمد الرشيد والذي انسحب إلى سهل المليداء حيث وقعت معركة المليداء فانتصر الأمير محمد فيها وقُتل الأمير زامل السليم وابنه علي والأمير صالح الخريدلي أمير المذنب وكثير من أهل القصيم، وكُسرت يد الأمير حسن الذي هرب إلى أسرة البسام فتشفعوا لدى الأمير محمد في عدم قتله فرضي بسجنه، وإثر هذه المعركة سقطت القصيم في يد الأمير محمد وقرر الإمام عبد الرحمن بن فيصل آل سعود الخروج من الرياض إلى بادية العجمان.[8]
3. إبراهيم بن مهنا بن صالح أبا الخيل وحكم في سنة 1309 للهجرة وقتل في نفس السنة. بعد معركة المليداء جمع الأمير إبراهيم قواته وأنصاره والتقى مع الإمام عبد الرحمن بن فيصل فتوجه الفريقان إلى بلدة الدلم وسيطروا عليها ثم سيطروا على الرياض ثم سيطروا على المحمل ثم تواجها مع الأمير محمد الرشيد في معركة حريملاء والتي انتهت بانهزامهما وهروب الأمير إبراهيم واختفائه في أحد المزارع حيث عُثر عليه وقتل صبراً، وإثر هذه المعركة خرج الإمام عبد الرحمن آل سعود وتوجه إلى الكويت وهُدمت أسوار الرياض وانتهت الدولة السعودية الثانية.[9]
4. صالح بن حسن بن مهنا أبا الخيل وحكم من سنة 1322 للهجرة حتى سنة 1324 للهجرة، وكانت أسرة آل مهنا قد هربت إلى الكويت وحاولت مع أسرة آل زامل أمراء عنيزة وآل سعود أمراء الرياض أن تستعيد كل أسرة مقر حكمها بمعاونة أمير الكويت الشيخ مبارك الصباح وذلك في سنة 1318 للهجرة (1901 للميلاد) فسارت الجيوش حتى دخلت كل أسرة لقاعدة حكمها لكنهم انهزموا لاحقاً في معركة الصريف فعاد الجميع إلى الكويت.[10] بعد استعادة عبد العزيز آل سعود للرياض دعا آل مهنا وآل زامل للعودة فتوجهوا إلى بلدانهم لكنهم دخلوا إلى بلدة شقراء في سنة 1320 للهجرة،[11] في 28 ذي القعدة 1321 للهجرة خرج جيوش الأسر الثلاث والتقت بجيش حسين بن جراد في معركة فيضة السر وانتصرت عليه وقُتل فيها، ولكنهم عادوا بعدها من حيث أتوا.[12] في محرم 1322 للهجرة سيطرت قوات الأسر الثلاث على بلدة عنيزة وبعدها توجه إلى بريدة فحاصرها مدة ثم استسلمت الحامية للملك عبد العزيز فأعاد آل مهنا لحكمها.[13] لاحقاً أرسلت الدولة العثمانية قوة بقيادة المشير أحمد فيضي لتحقيق الأمن وبحث الصلح بين الأطراف وبعث كل من أمير بريدة وأمير عنيزة مندوباً لهما ليلتقي به ومع الملك عبد العزيز، وقد عرض الأمير صالح بن حسن على المشير أن يكون تابعاً للدولة العثمانية ومستقلاً بإمارته عن كل من إمارة آل رشيد وعن الدولة السعودية الثالثة، ولكن المفاوضات انتهت ببقاء العثمانيين لفترة ثم مغادرتهم الإقليم.[14] انقسم أهل القصيم بعدها حول وضعهم السياسي فآل مهنا كانوا يريدون اتباع العثمانيين وأمير المذنب اليحيى الخريدلي وأمير عنيزة كان يرى اتباع الملك عبد العزيز وقسم من أهل الرس يرى الانضمام لإمارة آل رشيد، ولكن انتهى بهم المطاف إلى إعلان التبعية للملك عبد العزيز، والذي قام بعد معركة روضة مهنا بزيارة بريدة وعزل الأمير صالح ونقل وإخوانه إلى الرياض حيث قُتل لاحقاً.[15]
5. محمد بن عبد الله بن مهنا أبا الخيل وحكم من سنة 1324 للهجرة حتى سنة 1326 للهجرة. عينه الملك عبد العزيز حاكماً بعد ابن عمه الأمير صالح، وقد حاول سليمان بن حسن بن مهنا أبا الخيل الانقلاب عليه بدعم من الدولة العثمانية لكنه فشل بعد انكشافه،[16] وبعد ذلك قبضت القوات السعودية على مرسول من الأمير محمد بن عبد الله إلى الأمير سلطان بن حمود بن عبيد الرشيد يُخبره بالتحالف معه ضد الملك عبد العزيز والذي اكتفى بدخول بريدة وأخذ البيعة من أميرها مجدداً،[17] ولكن في سنة 1325 للهجرة نكث الأمير محمد بالعهد واتفق مع الأمير سلطان بن حمود ومع قوات فيصل الدويش التي أتت لمناصرتهم لاحقاً، واجتمعت قواتهم في بريدة حيث بدأت المناوشات مع قوات الملك عبد العزيز ثم وقعت معركة الطرفية فانتصر الملك عبد العزيز على القوات المتحالفة.[18] ازداد استياء أهل بريدة والقصيم عموماً من التحالف بين آل مهنا وآل رشيد وخصوصاً بعد تعرض قوافلهم للهجوم من الأخيرة فأرسلوا للملك عبد العزيز أن يكون متواجداً عند بريدة مع عشاء ليلة العشرين من ربيع الثاني عام 1326 للهجرة (21 مايو 1908 للميلاد) فلما قدم عليهم فتحوا له البوابة الشمالية للبلدة فدخلت القوات السعودية وحاصرت القصر حيث استسلم الأمير محمد ثم طلب الخروج من بريدة إلى العراق فَسُمح له، وبذلك انتهت إمارة آل مهنا في القصيم.[19]

## الإشارات
1. ↑  محمد بن ناصر العبودي. معجم أسر بريدة صفحة 327 نسخة محفوظة 2022-10-25 على موقع واي باك مشين.
2. ↑  نهار السهلي. صفحة 232.
3. ↑  نهار السهلي. صفحة 233.
4. ↑  نهار السهلي. صفحة 234.
5. ↑  نهار السهلي. صفحة 235.
6. ↑  نهار السهلي. صفحة 236.
7. ↑  نهار السهلي. صفحة 237 إلى 239.
8. ↑  نهار السهلي. صفحة 239 و240.
9. ↑  نهار السهلي. صفحة 240 و241.
10. ↑  عبد الله العثيمين. الجزء الثاني. صفحة 38 إلى 41.
11. ↑  عبد الله العثيمين. الجزء الثاني. صفحة 75.
12. ↑  عبد الله العثيمين. الجزء الثاني. صفحة 76 و77.
13. ↑  عبد الله العثيمين. الجزء الثاني. صفحة 79 و80.
14. ↑  عبد الله العثيمين. الجزء الثاني. صفحة 98 إلى 100.
15. ↑  عبد الله العثيمين. الجزء الثاني. صفحة 100 إلى 107.
16. ↑  عبد الله العثيمين. الجزء الثاني. صفحة 108 و109.
17. ↑  عبد الله العثيمين. الجزء الثاني. صفحة 111 و112.
18. ↑  عبد الله العثيمين. الجزء الثاني. صفحة 113 إلى 115.
19. ↑  عبد الله العثيمين. الجزء الثاني. صفحة 116 إلى 118.